# Tassullo
Tassullo (Nones: Tassul) ist eine Fraktion der italienischen Gemeinde (comune) Ville d’Anaunia in der Provinz Trient,  Region Trentino-Südtirol.

## Etymologie
Der Ort wurde erstmals 1181 als Tasule schriftlich erwähnt. 1340 taucht er unter dem Namen Tasullo auf. Die Herkunft des Ortsnamens liegt im Dunkeln, nach Carlo Battisti könnte er, wie der Name des benachbarten Dermulo, vorrömische Ursprünge haben.

## Wappen
Blasonierung: In Blau zum silbernen «Torre Valeria», dreifach in rot gefenstert und goldenem Wehrerker, auf drei grünen Bergkuppen ruhend und oben mit fünf bogenförmig angebrachten Sternen, einem zentral und vier seitlich liegenden Sternen, auf den zwei seitlichen Bergkuppen zwei grüne Apfelbäume mit goldenen und roten Früchten. Das Wappen nimmt Bezug auf verschiedene Landschaftselemente, auf den Haupterwerbszweig in der Gemeinde und den Zusammenschluss der drei Katastralgemeinden. Die Wappenkrone ist einen Zwischenstufe zwischen einer alten Gemeindekrone mit fünf Guelfen-Zinnen und einer Stadtkrone mit Ringmauer. Unter dem Wappen eine Schriftrolle mit der schwarzfarbigen Schrift TASSULLO. Das Wappen wurde 1974 erstellt und von der Gemeinde 1984 bis zu ihrer Eingemeindung übernommen.

## Geographie
Der Ort liegt etwa 29,5 Kilometer nordnordwestlich von Trient auf einer Höhe von 546 m s.l.m. auf der orographisch rechten Seite des mittleren Nonstals. Nordöstlich von Tassullo liegt die Santa-Giustina-Talsperre. Nördlich in der vom Fluss Noce ausgewaschenen Schlucht liegt das 1995 eingerichtete NATURA 2000 Schutzgebiet Forra di S. Giustina.

## Geschichte
Historisches Herrschaftszentrum des Ortes ist das Castel Valer. Es bewachte das Tal, gemeinsam mit den benachbarten Burgen Castel Thun, Castel Bragher in Coredo und Castel Nanno. Die Burg wurde in mehreren Bauphasen zwischen dem 12. und dem 17. Jahrhundert errichtet und dabei schlossartig ausgebaut; sie gehörte seit dem 14. Jahrhundert den Grafen Spaur und stand in jüngerer Zeit samt Inventar zum Verkauf.
Die örtliche Pfarrkirche trägt das Patrozinium der Mariä Aufnahme in den Himmel.
Tassullo war bis 2015 eine eigenständige Gemeinde und schloss sich am 1. Januar 2016 mit den Gemeinden Nanno und Tuenno zur neuen Gemeinde Ville d’Anaunia zusammen. Die Gemeinde Tassullo hatte am 31. Dezember 2015 1868 Einwohner auf einer Fläche von 13,54 km². Zu ihr gehörten die Fraktionen Campo, Pavillo, Rallo und Sanzenone. Nachbargemeinden waren Cles, Nanno, Sanzeno, Taio und Tuenno. Die Gemeinde gehörte zur Talgemeinschaft Comunità della Val di Non.

## Verkehr
Durch das frühere Gemeindegebiet führt die Strada Statale 43 della Val di Non von Cles nach San Michele all’Adige. Der Bahnhof von Tassullo liegt an der Bahnstrecke Trient–Mezzana.

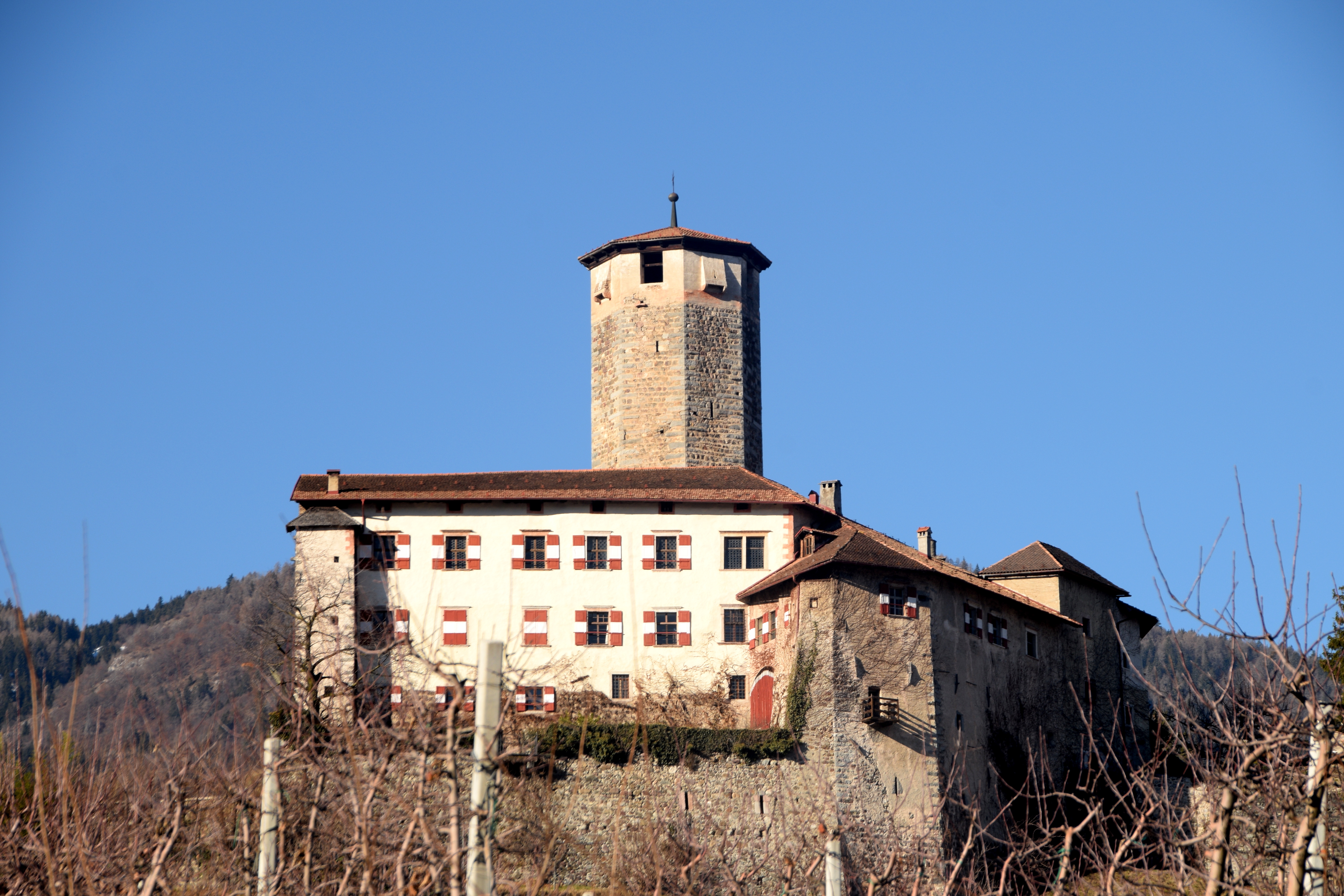
Castel Valer
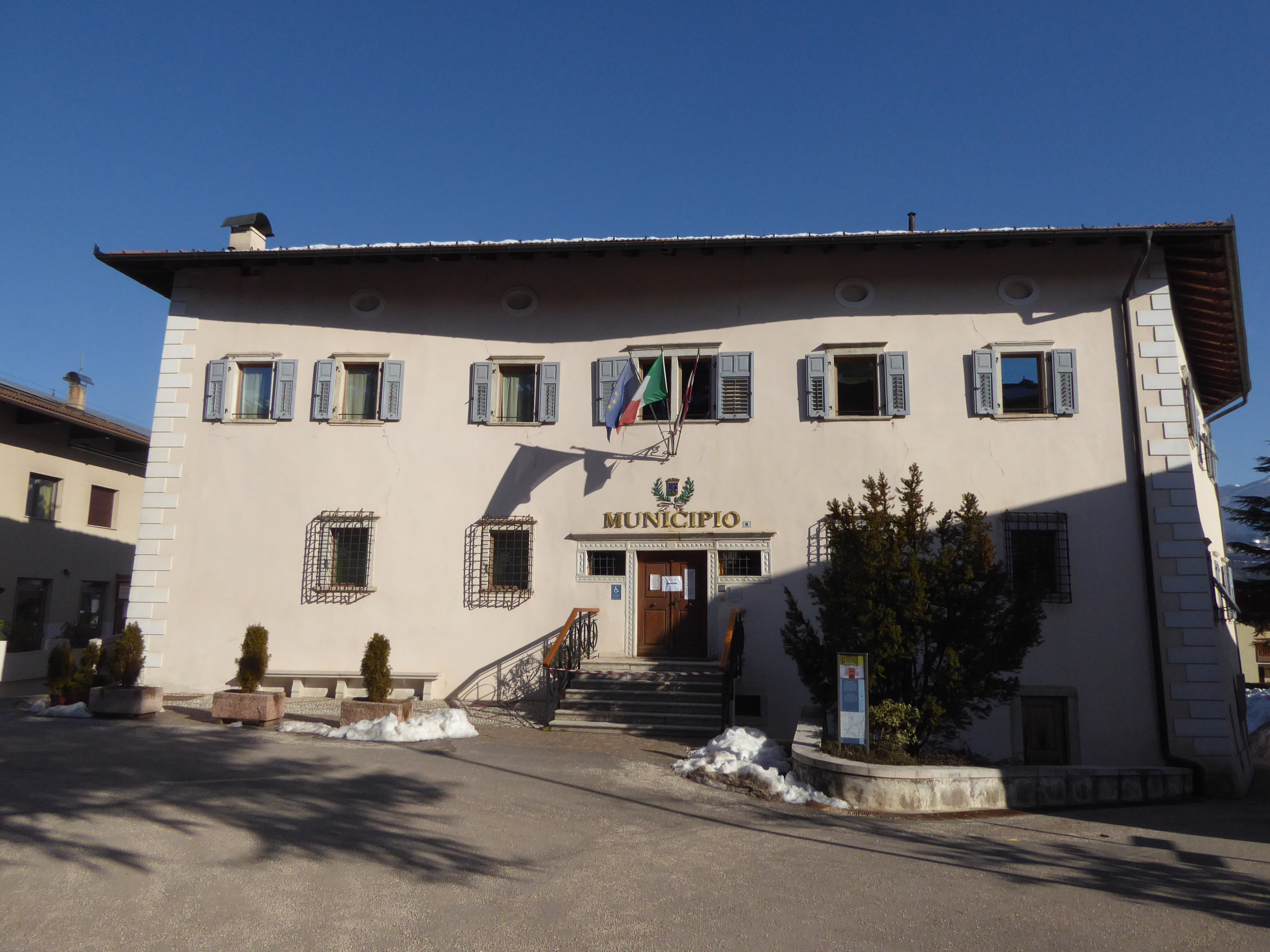
Palazzo Pilati, ehemaliges Rathaus
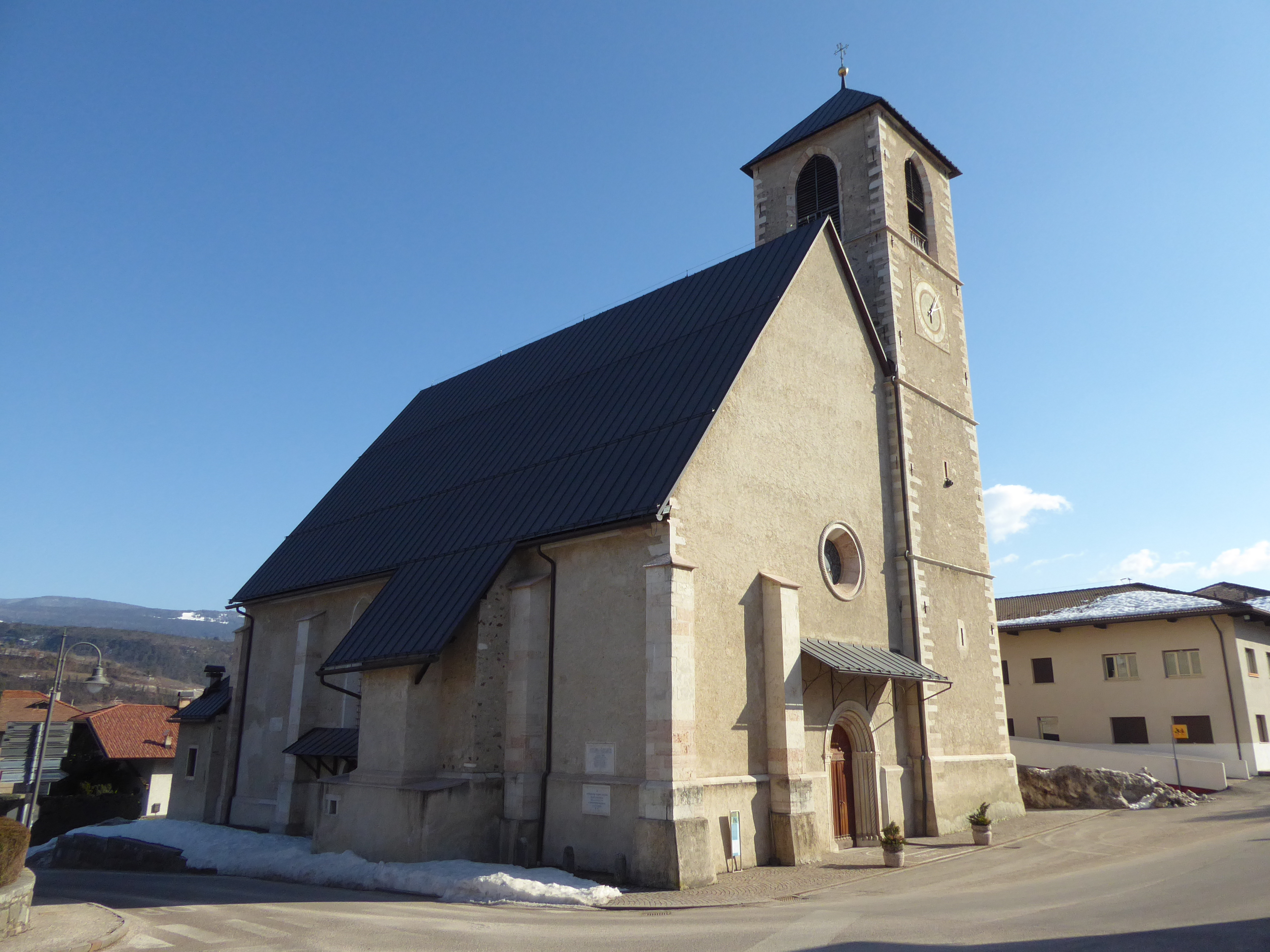
Pfarrkirche Santa Maria Assunta
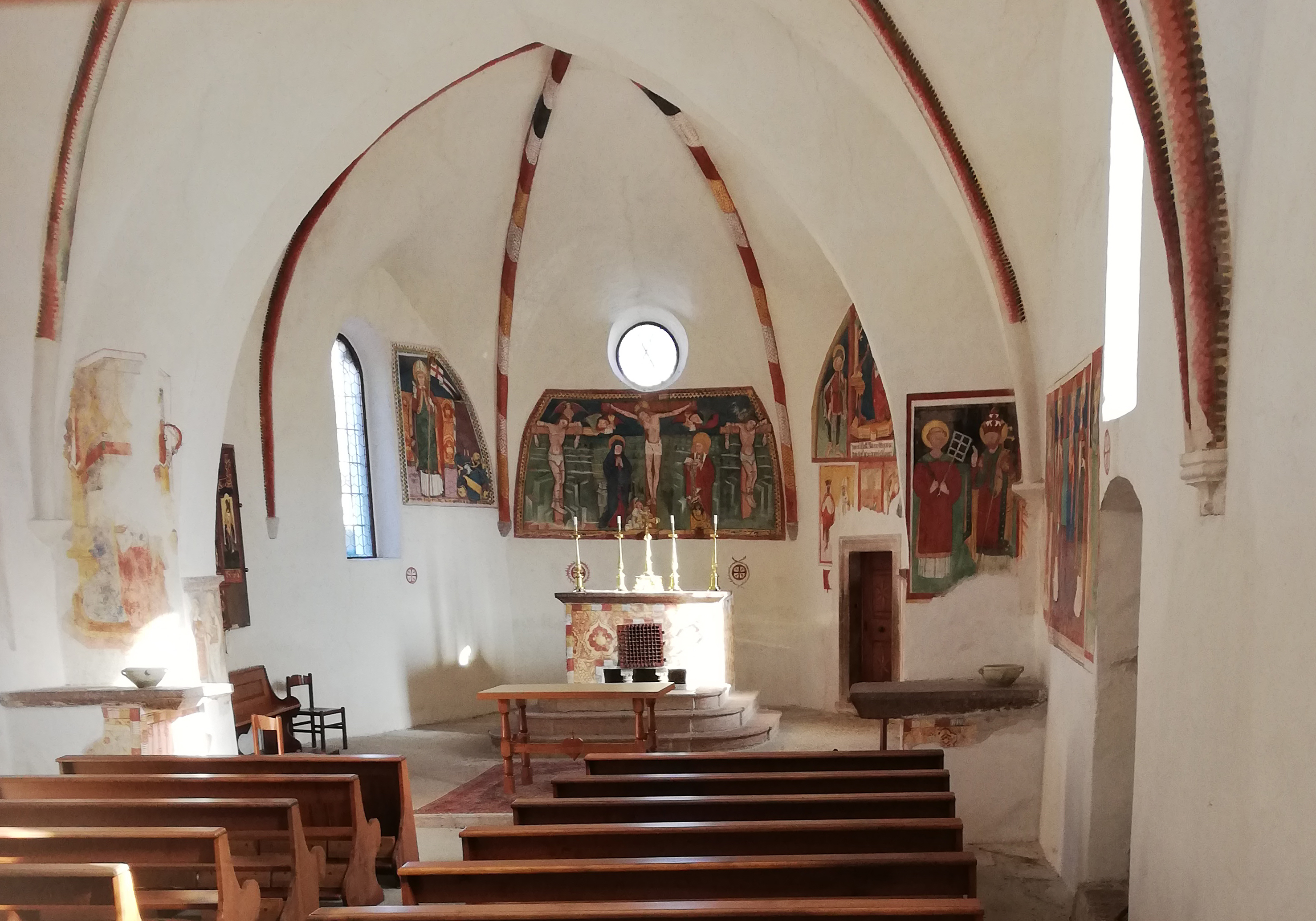
Kirche San Viglio